# Melastomatàcies
Melastomatàcia (Melastomataceae) és una família de plantes amb flors que es troba principalment al neotròpic. Consta de 200 gèneres i 4.500 espècies. Són plantes herbàcies, arbusts i petits arbres.
Les fulles tenen una disposició oposada i normalment amb de 3 a 7 venes.
Les flors són perfectes (amb tots els òrgans) en inflorescència en cima.
Un gran nombre d'espècies es consideren plantes invasores, per exemple Clidemia hirta i Miconia calvescens, també n'hi ha que tenen el fruit comestible.